# کیف دستی

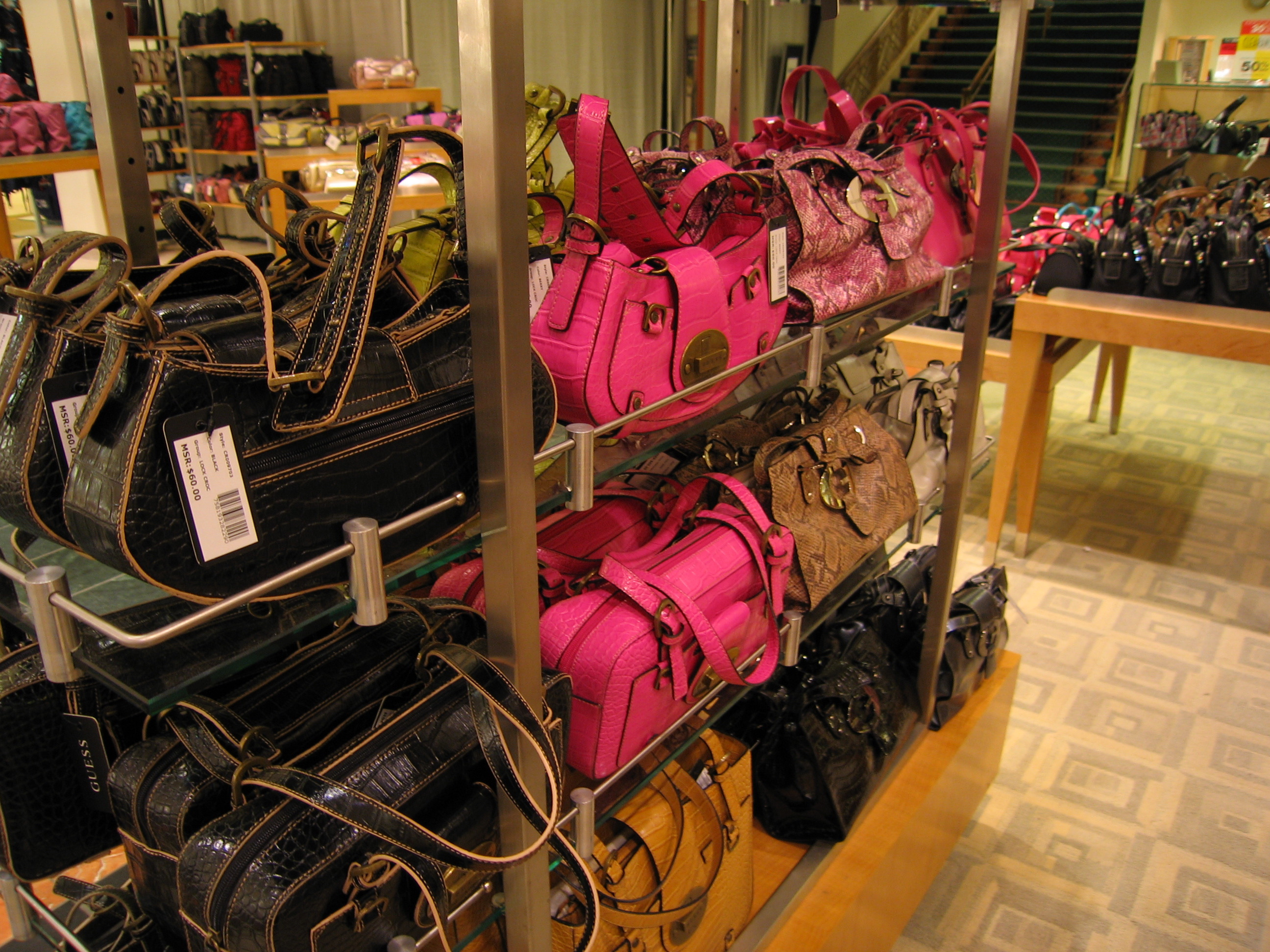
مغازه مختص انواع کیف دستی

کیف دستی کیف کوچکی است که معمولاً زنان در آن پول و وسایل شخصی خود را حمل می‌کنند. اندازه کیف‌های دستی در مقایسه دیگر کیف‌ها، متوسط تا بزرگ به‌شمار می‌آید. این نوع کیف‌ها معمولاً به شکل مد روز طراحی و مورد استفاده قرار می‌گیرند. کیف‌های دستی معمولاً برای نگهداری و حمل وسایل شخصی نظیر لوازم آرایش، تلفن همراه، برس، دسته کلید، کیف پول، سکه و غیره مورد استفاده قرار می‌گیرند.

## نگارخانه

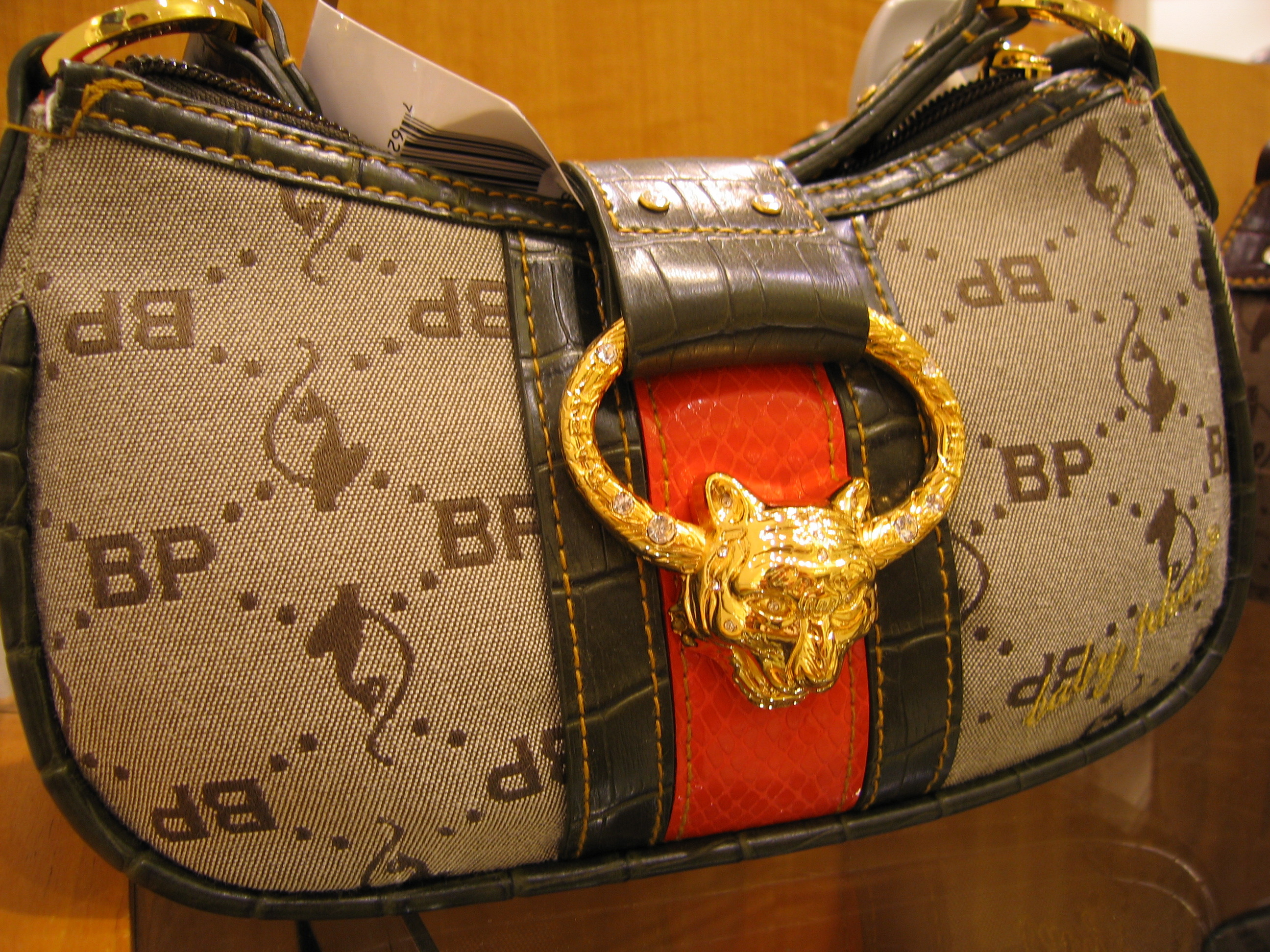
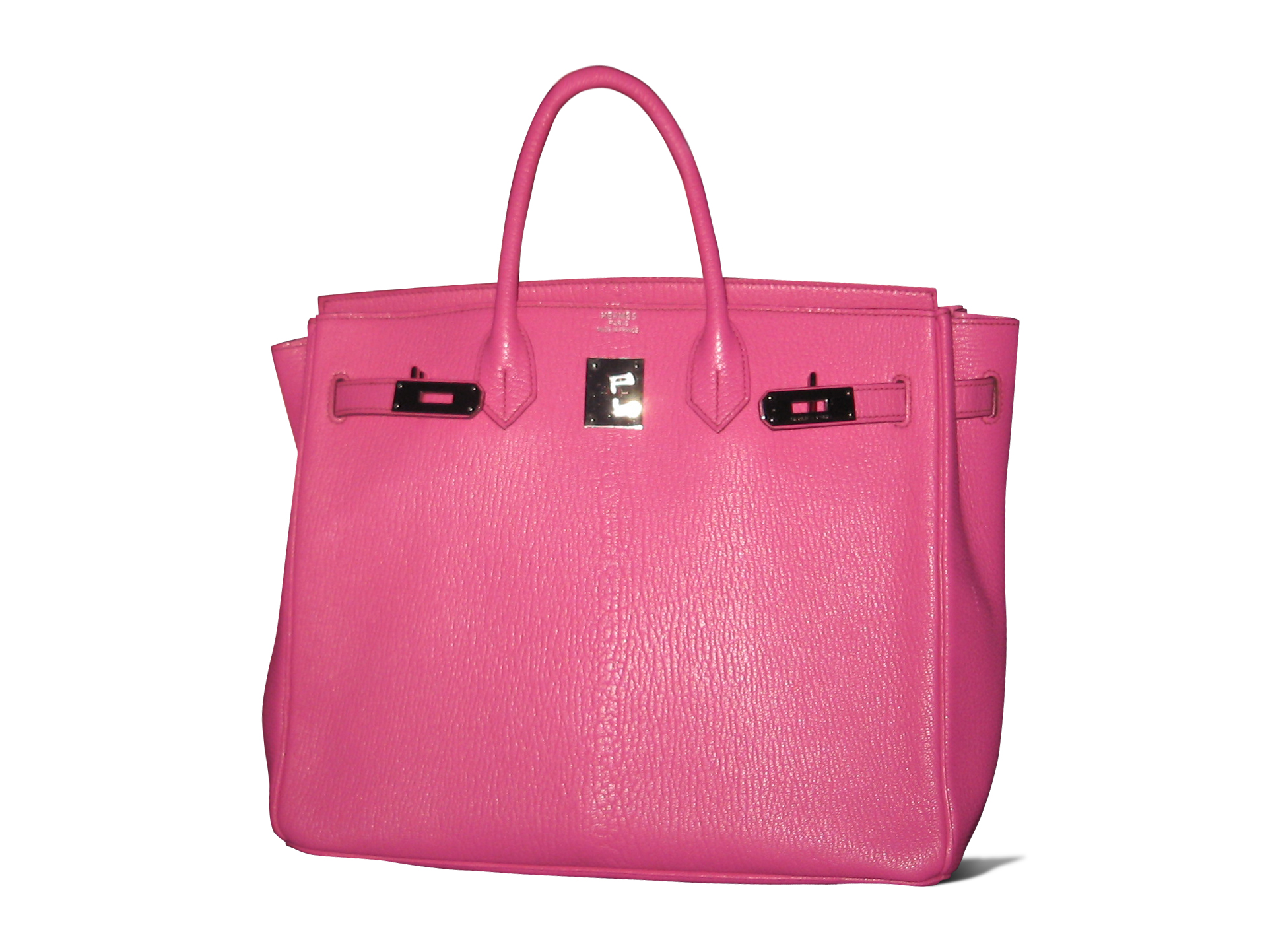
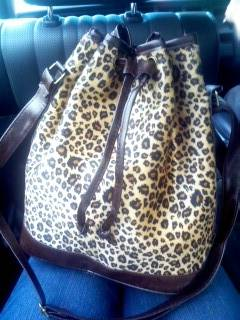
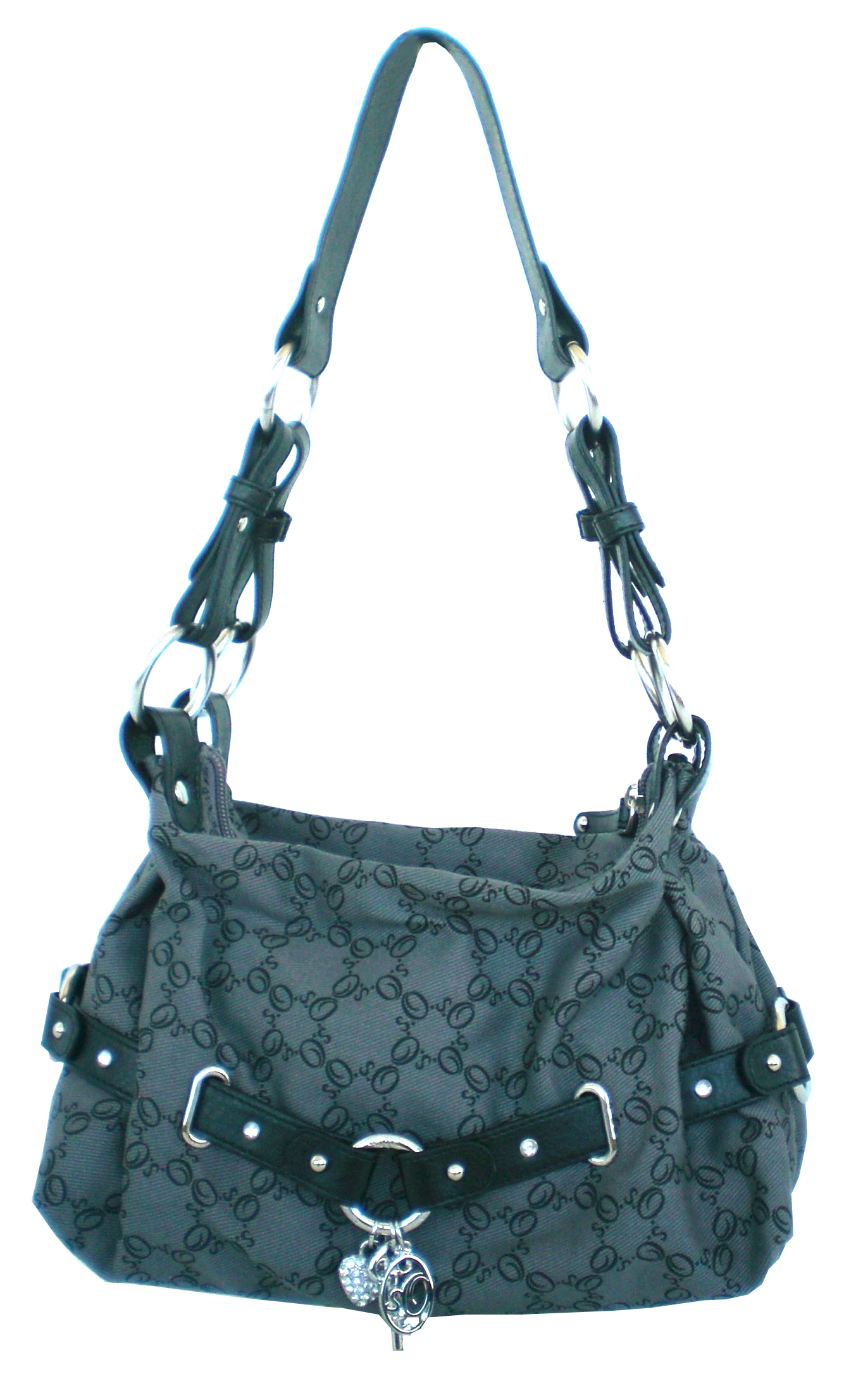
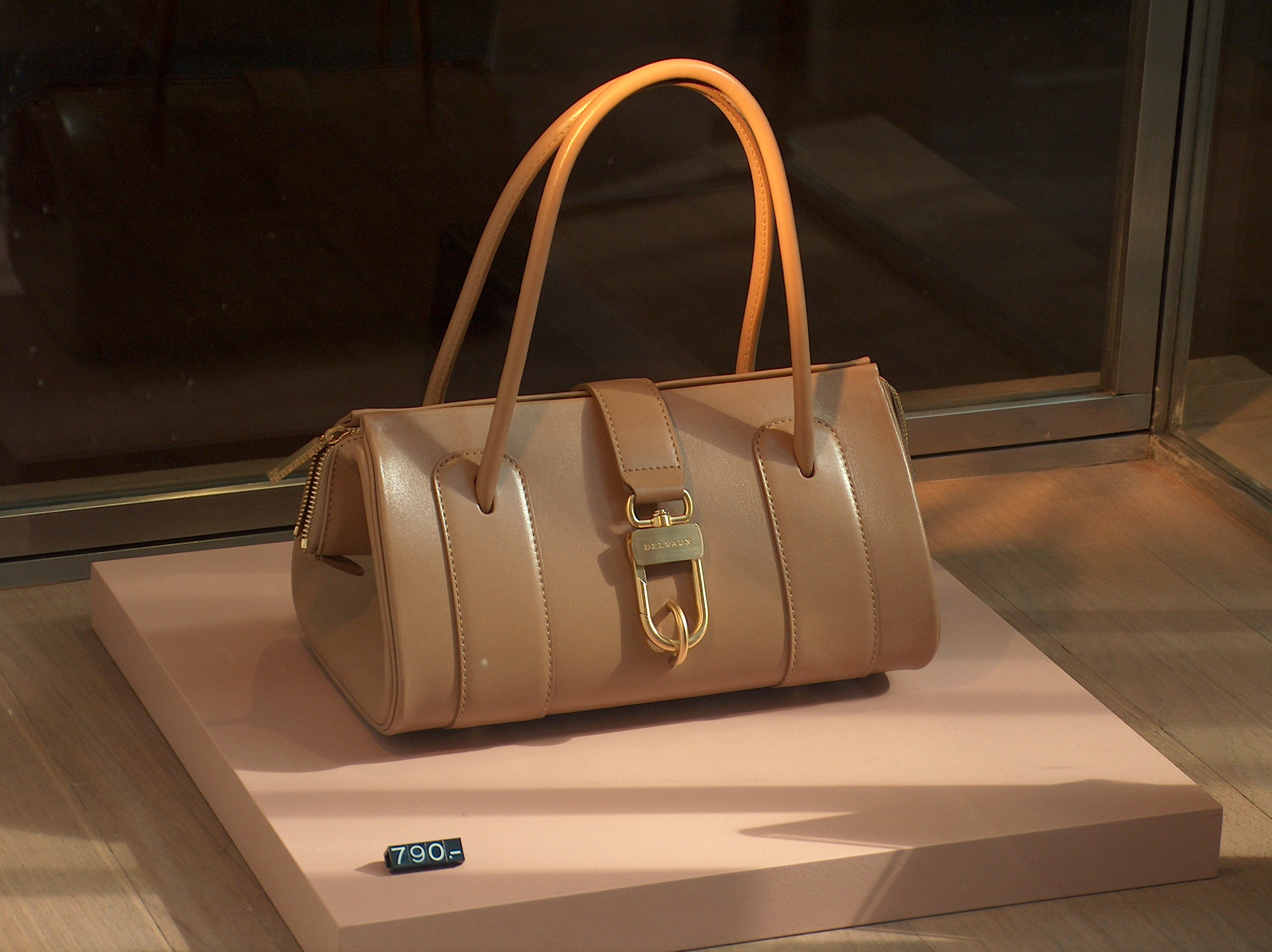
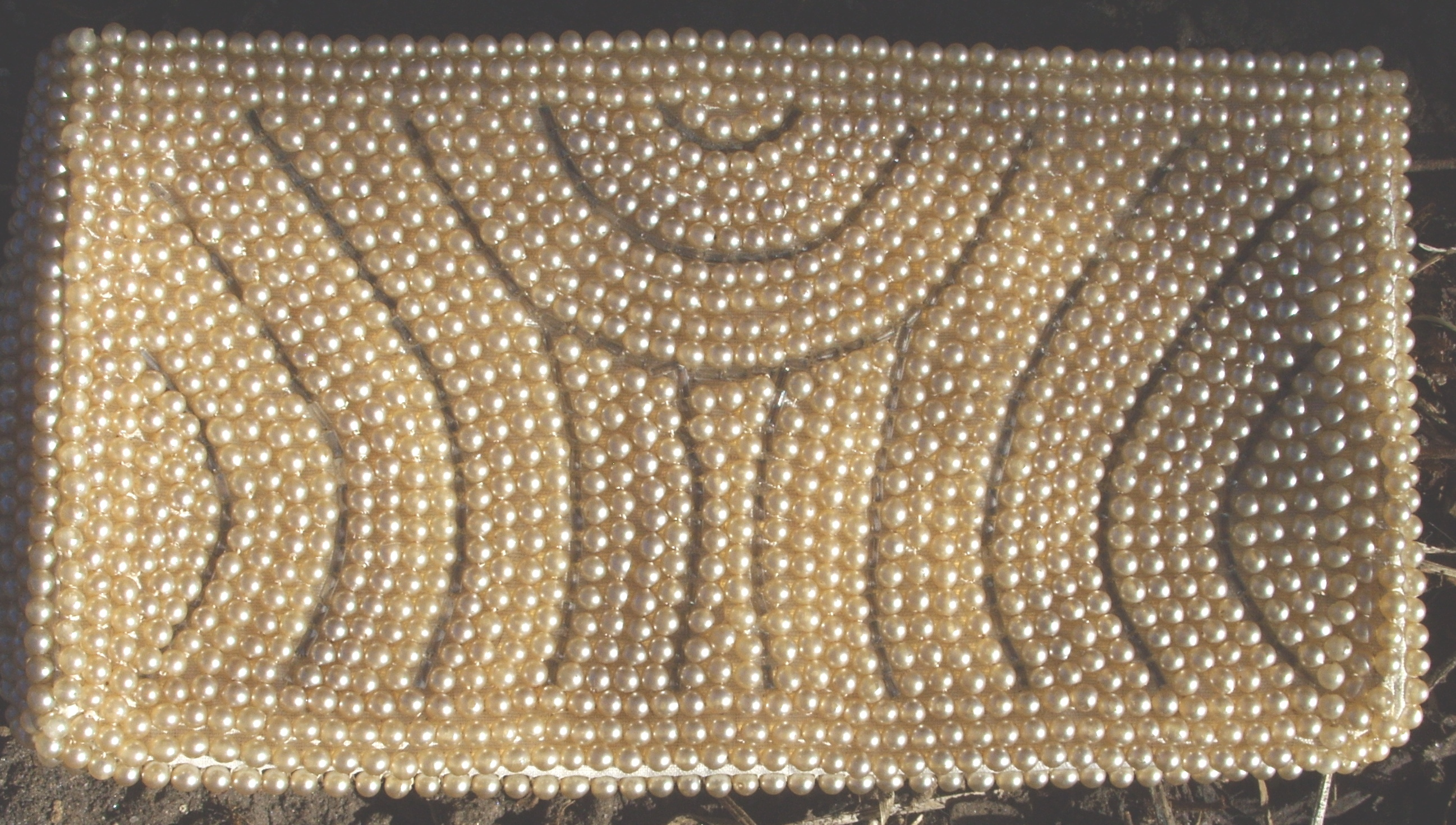
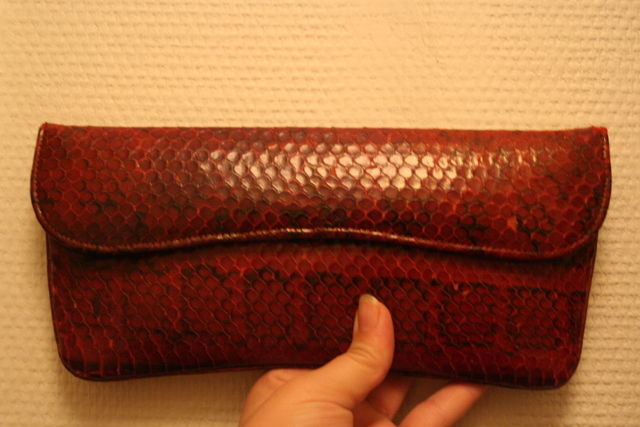